# Mistrzostwa Świata w Łucznictwie 1933
3. Mistrzostwa Świata w Łucznictwie odbyły się 31 lipca – 5 sierpnia 1933 w Londynie w Wielkiej Brytanii. Organizatorem była Międzynarodowa Federacja Łucznicza.
Polska wywalczyła 3 medale, wygrywając klasyfikację medalową. Mistrzynią świata w konkursie indywidualnym została Janina Kurkowska, na najniższym stopniu podium stanęła Maria Trajdosówna. Razem z Anną Moczulską Polki wywalczyły też złoto w drużynie.

## Medaliści

### Strzelanie z łuku klasycznego
| Konkurencja            | Złoto                                                          | Srebro                                                            | Brąz                                              |
| Indywidualnie kobiet   | Janina Kurkowska                                               | Louisa Sandford                                                   | Maria Trajdosówna                                 |
| Indywidualnie mężczyzn | Donald McKenzie                                                | Emil Heilborn                                                     | Georges de Rons                                   |
| Drużynowo kobiet       | Polska · Janina Kurkowska · Maria Trajdosówna · Anna Moczulska | Wielka Brytania · Luisa Sandford · Louise Nettleton · E. Atkinson |                                                   |
| Drużynowo mężczyzn     | Belgia · Georges de Rons · Hubert Van Innis · Oscar Kessels    | Wielka Brytania · H.A. Cox · M.G. Hogg · John Yates               | Francja · Léonce Quentin · Gaune · Gaston Ducatel |

## Klasyfikacja medalowa
| Lp. | Państwo           | Złoto | Srebro | Brąz | Razem |
| 1.  | Polska            | 2     | 0      | 1    | 3     |
| 2.  | Belgia            | 1     | 0      | 1    | 2     |
| 3.  | Stany Zjednoczone | 1     | 0      | 0    | 1     |
| 4.  | Wielka Brytania   | 0     | 3      | 0    | 3     |
| 5.  | Szwecja           | 0     | 1      | 0    | 1     |
| 6.  | Francja           | 0     | 0      | 1    | 1     |